# يورمالا
يورمالا (باللاتفية: [ˈjuːrmala]؛ تعني "ساحل البحر") هي مدينة في منطقة فيدزيمي في لاتفيا، على بعد حوالي 25 كيلومترًا (16 ميلاً) غرب ريغا. تُعد يورمالا منتجعًا يمتد على طول 32 كم (20 ميلاً) بين خليج ريغا ونهر ليلوبي، وتشتهر بشاطئها الرملي الذي يمتد لمسافة 33 كم (21 ميلاً)، مما يجعلها خامس أكبر مدينة في لاتفيا.
اشتهرت يورمالا بكونها منتجعًا مفضلًا ووجهة سياحية لكبار مسؤولي الحزب الشيوعي أثناء فترة الاحتلال السوفيتي، مثل ليونيد بريجنيف ونيكيتا خروتشوف. وعلى الرغم من أن العديد من المرافق، مثل أكواخ الشاطئ والفنادق الخرسانية، لا تزال قائمة، إلا أن بعضها تعرض للإهمال. ومع ذلك، تظل يورمالا وجهة سياحية مشهورة بفضل شواطئها الممتدة على خليج ريغا ومنازلها الخشبية الرومانسية التي تتميز بطراز الفن الجديد.

## رؤساء البلدية
هذه قائمة برؤساء بلدية يورمالا في لاتفيا:
- ريهاردس بيترسونس (1991)
- ليجيتا زاتشيستا (1991-1994)
- أندريس إنكوليس (1994-1997)
- ليونيدس ألكسنيس (1997-2001)
- داينيس أوربانوفيتشس (2001-2003)
- يوريس هليفيكيس (2003-2005)
- إنيسي أيزستراوتا (2005-2006)
- رايموندس مونكيفيتشس (الفترة الأولى) (2006-2008)
- جيرتس ترينسيس (2008-2009)
- رايموندس مونكيفيتشس (الفترة الثانية) (2009-2010)
- روموالدس رازوكس (2010)
- غاتيس تروكسنيس (الفترة الأولى) (2010-2013)
- يوريس فيسوكيس (2013)
- غاتيس تروكسنيس (الفترة الثانية) (2013-2016)
- ريتا سبروجي (بالوكالة) (2016)
- غاتيس تروكسنيس (الفترة الثالثة) (2016-2017)
- ريتا سبروجي (2017)
- غاتيس تروكسنيس (الفترة الرابعة) (2017-2022)
- ريتا سبروجي (2022-حتى الآن)

## أعلام
- ألكسندر كاليري
- مارتينش ميرز
- جانيس سكروديريس
- إلزي جوانالكسني
- أرتورس ستروتينش